# Landremont
Landremont is een gemeente in het Franse departement Meurthe-et-Moselle (regio Grand Est) en telt 126 inwoners (1999). De plaats maakt deel uit van het arrondissement Nancy.

## Geografie
De oppervlakte van Landremont bedraagt 5,6 km², de bevolkingsdichtheid is 22,5 inwoners per km².

## Bezienswaardigheden
- De Sint-Clemenskerk heeft een romaans chevet uit de 11de en 12de eeuw. De kerk werd in 1921 beschermd als monument.

De onderstaande kaart toont de ligging van Landremont met de belangrijkste infrastructuur en aangrenzende gemeenten.

## Demografie
De figuur toont het verloop van het inwonertal (bron: INSEE-tellingen).